# فرناندو فيريتي
فرناندو فيريتي (بالبرتغالية: Fernando Ferretti‏) (26 أبريل 1949 بريو دي جانيرو في البرازيل - 29 أغسطس 2011 في البرازيل) هو لاعب كرة قدم برازيلي في مركز الهجوم، شارك في الألعاب الأولمبية الصيفية 1968. وشارك مع منتخب البرازيل تحت 23 سنة لكرة القدم ومنتخب البرازيل لكرة القدم. أما مع النوادي، فقد لعب مع أتلتيكو باراناينسي وأتلتيكو غويانيينسي وبوتافوغو ريغاتاس ونادي سانتوس ونادي سيارا ونادي فاسكو دا غاما ونادي فلومينينسي ونادي فيتوريا وسنترو سبورتيفو ألاغوانو.

## وصلات خارجية
- فرناندو فيريتي على موقع الاتحاد الدولي (مؤرشف)  (الإنجليزية)
- فرناندو فيريتي على موقع قاعدة بيانات كرة القدم.إي يو (الإنجليزية)
- فرناندو فيريتي على موقع أوليمبيديا (الإنجليزية)